# Lars Aagaard
Lars Aagaard Møller, född 13 augusti 1967 i Odense, är en dansk näringslivsperson och politiker. Han är sedan 15 december 2022 minister för klimat-, energi- och försörjning i regeringen Mette Frederiksen II som representant för Moderaterne. Han var VD för branschorganisationen Dansk Energi 2009 till 2022. Han anses ha varit en viktig faktor till att organisationen blivit en viktig aktör i dansk energipolitik. Han lämnade organisationen då den gick samman med två mindre branschorganisationer för vind- och solenergi och samtidigt bytte namn till Green Power Denmark.
Aagaard avlade kandidatexamen i administration vid Roskilde universitet i 1994. Han har varit anställd vid Teknologisk Institut och har varit ämbetsperson vid Økonomi- og Erhvervsministeriet samt ledare för DI - Dansk industris miljö- och energiavdelning. Han blev anställd som Dansk Energis vicedirektör 2006 och tog 2009 över som organisationens VD. Han blev utsedd till minister för klimat-, energi- och försörjning den 15 december 2022. Han var då inte medlem i Folketinget.
Aagaard sitter i styrelsen för Velux Danmark och är vice styrelseordförande för Teknologisk Institut. Han är medlem i Energifondens styrelse och i styrelsen för den europeiska energibranschens organisation Eurelectric. Han bor i Dragør och är far till två barn. Han var med i Radikale Venstre som ung.